# Apantesis vittata
Apantesis vittata är en fjärilsart som beskrevs av Fabricius 1787. Apantesis vittata ingår i släktet Apantesis och familjen björnspinnare. Inga underarter finns listade i Catalogue of Life.